# Club de Fútbol Playas de Calviá “B”
Club de Fútbol Playas de Calviá B (en catalán Club de Futbol Platges de Calvià B) es un equipo de fútbol español localizado en Mallorca, Islas Baleares. Fundado en 1976, actualmente milita en la Primera Regional de Mallorca. Disputa los partidos como local en el Polideportivo Municipal de Magaluf.
Desde 2016, el club es el filial del CF Playas de Calviá.

## Historia
Fundado en 1976 como CD Cade Paguera, el club fue rebautizado en 1990 como CF Playas de Calviá tras la fusión del CD Santa Ponsa y el CD Maganova-Juve, y jugaron 23 temporadas en Tercera División antes de formar parte del CD Montuiri en junio de 2016. El primer equipo se convirtió eventualmente en el CD Montuiri haciendo pasar al CF Playas de Calviá a ser equipo reserva. 

## Temporadas
- CD Cade Paguera

| Temporada | Categoría | División   | Posición | Copa del Rey |
| --------- | --------- | ---------- | -------- | ------------ |
| 1976/77   | —         | Regional   | —        |              |
| 1977/78   | —         | Regional   | —        |              |
| 1978/79   | —         | Regional   | —        |              |
| 1979/80   | 6         | 1ª Reg.    | 5.°      |              |
| 1980/81   | 6         | 1ª Reg.    | 3.°      |              |
| 1981/82   | 5         | Reg. Pref. | 7.°      |              |
| 1982/83   | 5         | Reg. Pref. | 3.°      |              |

| Temporada | Categoría | División   | Posición | Copa del Rey |
| --------- | --------- | ---------- | -------- | ------------ |
| 1983/84   | 5         | Reg. Pref. | 3.°      |              |
| 1984/85   | 5         | Reg. Pref. | 4.°      |              |
| 1985/86   | 5         | Reg. Pref. | 11.°     |              |
| 1986/87   | 5         | Reg. Pref. | 5.°      |              |
| 1987/88   | 4         | 3.ª        | 13.°     |              |
| 1988/89   | 4         | 3.ª        | 5.°      |              |
| 1989/90   | 4         | 3.ª        | 4.°      |              |

- CF Playas de Calviá

| Temporada | Categoría | División | Posición | Copa del Rey |
| --------- | --------- | -------- | -------- | ------------ |
| 1990/91   | 4         | 3.ª      | 1.°      |              |
| 1991/92   | 4         | 3.ª      | 6.°      |              |
| 1992/93   | 4         | 3.ª      | 4.°      |              |
| 1993/94   | 4         | 3.ª      | 5.°      |              |
| 1994/95   | 4         | 3.ª      | 5.°      |              |
| 1995/96   | 4         | 3.ª      | 2.°      |              |
| 1996/97   | 4         | 3.ª      | 11.°     |              |
| 1997/98   | 4         | 3.ª      | 13.°     |              |
| 1998/99   | 4         | 3.ª      | 8.°      |              |
| 1999/00   | 4         | 3.ª      | 10.°     |              |
| 2000/01   | 4         | 3.ª      | 10.°     |              |
| 2001/02   | 4         | 3.ª      | 11.°     |              |
| 2002/03   | 4         | 3.ª      | 11.°     |              |

| Temporada | Categoría | División   | Posición | Copa del Rey |
| --------- | --------- | ---------- | -------- | ------------ |
| 2003/04   | 4         | 3.ª        | 14.°     |              |
| 2004/05   | 4         | 3.ª        | 15.°     |              |
| 2005/06   | 4         | 3.ª        | 18.°     |              |
| 2006/07   | 5         | Reg. Pref. | 14.°     |              |
| 2007/08   | 5         | Reg. Pref. | 10.°     |              |
| 2008/09   | 5         | Reg. Pref. | 9.°      |              |
| 2009/10   | 5         | Reg. Pref. | 5.°      |              |
| 2010/11   | 5         | Reg. Pref. | 4.°      |              |
| 2011/12   | 4         | 3.ª        | 18.°     |              |
| 2012/13   | 5         | Reg. Pref. | 2.°      |              |
| 2013/14   | 4         | 3.ª        | 12.°     |              |
| 2014/15   | 4         | 3.ª        | 17.°     |              |
| 2015/16   | 4         | 3.ª        | 18.°     |              |

- 'CF Playas de Calviá B’

| Temporada | Categoría | División   | Posición |
| --------- | --------- | ---------- | -------- |
| 2016/17   | 5         | Reg. Pref. | 19.°     |
| 2017/18   | 6         | 1ª Reg.    | 9.°      |
| 2018/19   | 6         | 1ª Reg.    | 11       |
| 2019/20   | 6         | 1ª Reg.    | --       |

- 23 temporadas en Tercera División